# Fantasia sottomarina
Fantasia sottomarina è un cortometraggio sperimentale scritto e diretto da Roberto Rossellini nel 1940.

## Trama
Ambientato nell'acquario del regista, si narra la vicenda di un sarago alle prese di svariate avventure: la fuga dai tentacoli di un polipo che in seguito si rende protagonista di una lotta con due murene; quando questo sta per avere la meglio sulle due murene il saraghetto chiama a raccolta muggini, granchi e altri minuscoli abitanti dell'acquario, che unitisi alla lotta riescono a sconfiggere il polipo.

## Produzione
Roberto Rossellini girò il corto con la moglie Marcella De Marchis nel 1939 nella loro villa di Ladispoli, si ritiene essere il primo lavoro scritto e diretto dal regista.

## Citazioni
- Il cortometraggio fu citato nel film di Martin Scorsese, Il mio viaggio in Italia.